# Franconia (New Hampshire)
Pour les articles homonymes, voir Franconia.
Franconia est une ville américaine située dans le comté de Grafton, dans l’État du New Hampshire. La population est de 924 habitants en 2000. La ville est traversée par le sentier des Appalaches.
Il s'agit aussi d'une station de sports d'hiver. Elle accueillit des épreuves de la coupe du monde de ski alpin dans les années 1960.
C'est sur le territoire de la ville que se trouvait le Old Man of the Mountain.
Frost Place est un musée et un centre éducatif à but non lucratif pour la poésie situé dans l'ancienne maison de Robert Frost sur Ridge Road à Franconia.

## Personnalités liées à la commune
- Bode Miller, skieur alpin.
- Robert Frost, poète.